# Jose Altavas

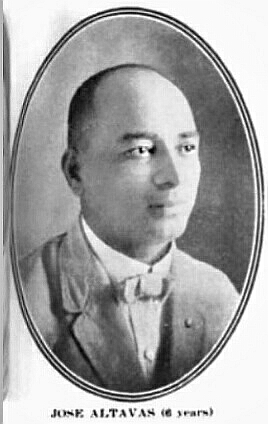
Jose Altavas

Jose Cortes Altavas jr. (Balete, 11 september 1877 - 21 augustus 1952) was een Filipijns politicus.

## Biografie
Jose Altavas werd geboren in barangay Aranas in Balete, toen nog in de provincie Capiz. Zijn vader was Jose Altavas sr., een Spanjaard afkomstig uit Aragon, Spanje en zijn moeder Andrea Cortes, een Filipijnse uit Balete. Jose behaalde een bachelor of arts-diploma aan de Ateneo de Manila University. Aansluitend studeerde hij rechten aan de University of Santo Tomas. Na de uitbraak van de Filipijnse Revolutie organiseerde hij het verzet in het westelijke deel van Aklan. Na de gevangenname van Emilio Aguinaldo door de Amerikanen in 1901 stopte ook hij het verzet en voltooide hij zijn studie. In 1901 werd hij toegelaten tot de Filipijnse balie en zette hij een eigen advocatenkantoor op.
Zijn politieke loopbaan begon in 1903 toen hij voor drie jaar werd gekozen als raadslid van Capiz, tegenwoordig Roxas City. Aansluitend was hij van 1906 tot 1907 provinciaal raadslid van Capiz. Van 1907 tot 1909 was hij lid van de Filipijnse Assemblee. In 1910 werd Altavas gekozen tot gouverneur van de provincie Capiz. Na twee driejarige termijnen als gouverneur werd hij gekozen in de Filipijnse Senaat. Hij was van 1916 tot 1922 senator namens het 7e senaatsdictrict van Iloilo, Capiz en Romblon. In 1925 werd hij voor drie jaar gekozen als lid van het Filipijns Huis van Afgevaardigden namens het 1e district van Capiz. In 1934 was hij een van de leden van de Constitutionele Conventie.
Altavas overleed in 1952 op 74-jarige leeftijd. Hij was getrouwd met Socorro Laserna, met wie hij zeven kinderen kreeg.

## Bron
- (en)  Biografie Jose Altavas, website Filipijnse Senaat